# Teorema de Peixoto
Na teoria dos sistemas dinâmicos, o teorema de Peixoto, comprovado por Maurício Peixoto, afirma que entre todos os fluxos suaves em superfícies, ou seja, variedades bidimensionais compactas, os sistemas estruturalmente estáveis podem ser caracterizados pelas seguintes propriedades:
- O conjunto de pontos não errantes consiste apenas em órbitas periódicas e pontos fixos.

- O conjunto de pontos fixos é finito e consiste apenas em pontos de equilíbrio hiperbólico.

- Finitude de atrair ou repelir órbitas periódicas.

- Ausência de conexões sela a sela.

Além disso, formam um conjunto aberto no espaço de todos os fluxos dotados de topologia C1.